# Józef Nowacki (historyk)
Józef Nowacki (ur. 19 września 1893 w Mroczy, zm. 28 kwietnia 1964 w Poznaniu) – polski ksiądz katolicki i historyk, profesor poznańskiego i gnieźnieńskiego Seminarium Duchownego, kanonik honorowy Kapituły Metropolitalnej w Poznaniu. 

## Młodość

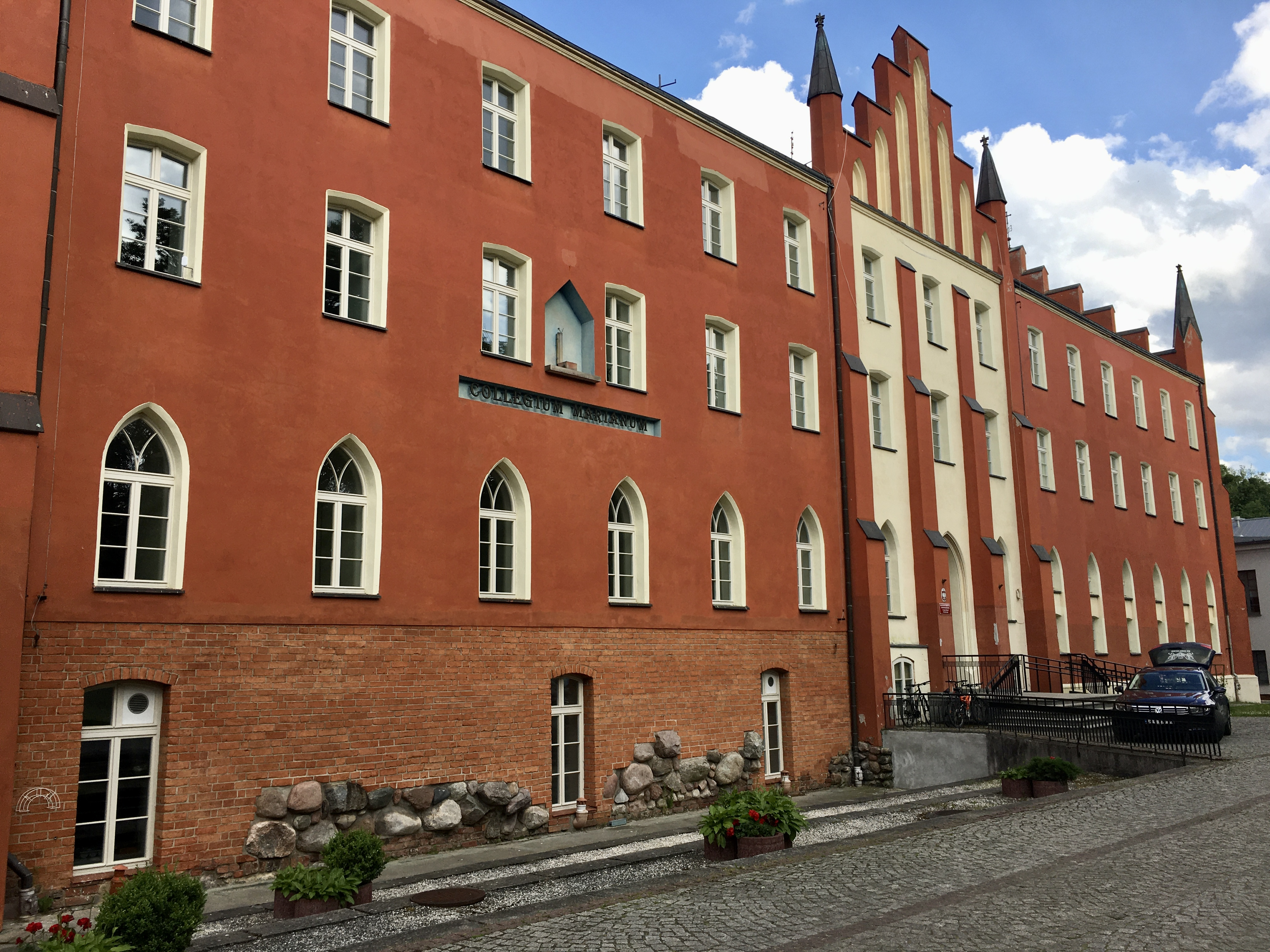
Collegium Marianum w Pelplinie

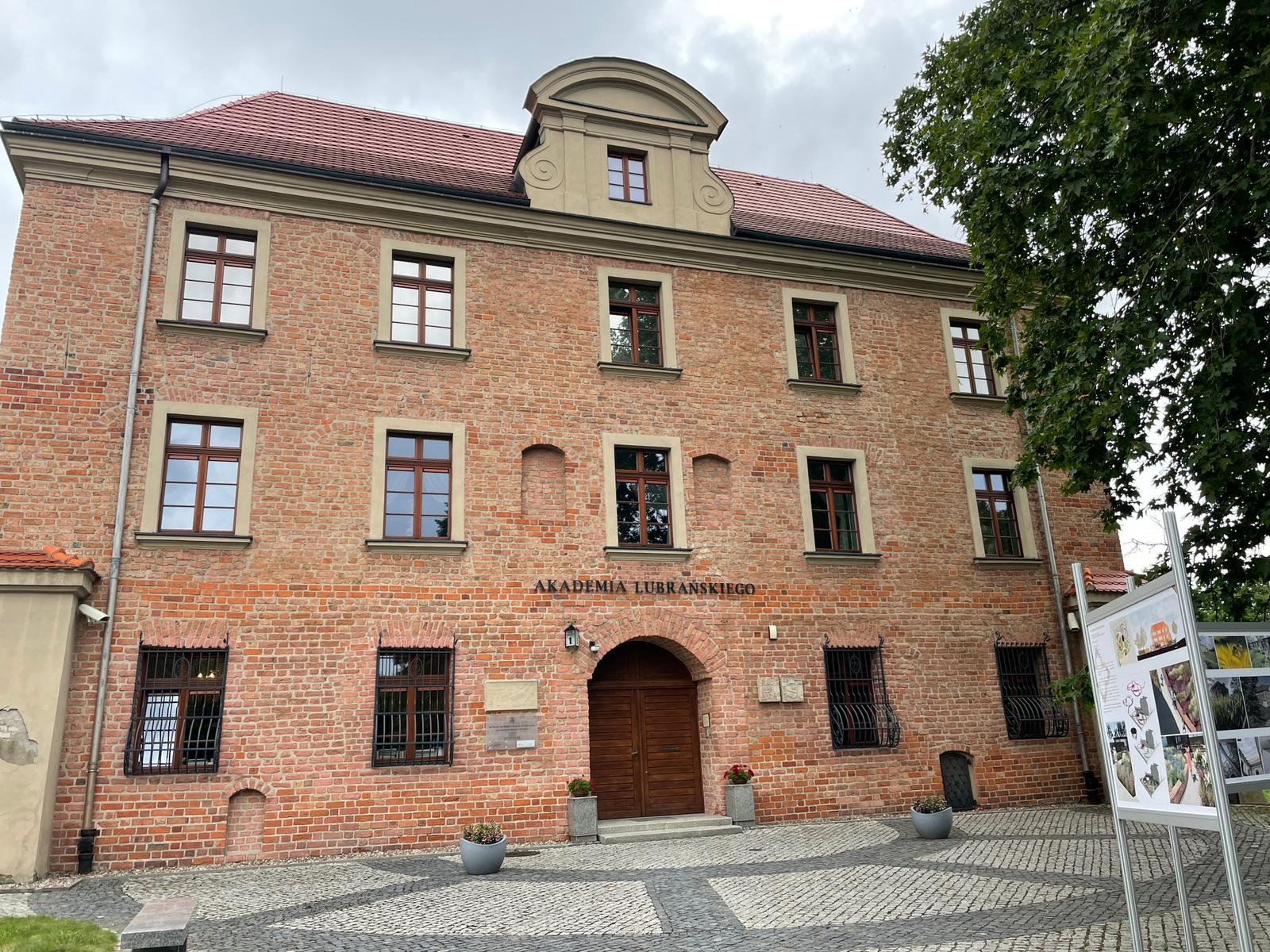
Akademia Lubrańskiego na Ostrowie Tumskim w Poznaniu

Józef Nowacki urodził się 19 września 1893 roku we wsi Mrocza, w ówczesnym powiecie wyrzyskim. Był synem Jana Nowackiego - mistrza siodlarskiego, i Anny z Witeckich Po ukończeniu szkoły ludowej w Koronowie uczył się w latach 1905-1910 w Collegium Marianum w Pelplinie. Naukę kontynuował w państwowym gimnazjum w Chełmnie, gdzie 13 lutego 1913 roku uzyskał świadectwo dojrzałości i zgłosił się do seminarium duchownego w Poznaniu. 

## Kariera naukowa
W 1913 roku rozpoczął studia filozoficzno-teologiczne w Poznaniu, a po trzech latach – zgodnie z obowiązującą procedurą - przeniósł się do Gniezna na roczne tzw. seminarium praktyczne. Dnia 18 lutego 1917 roku przyjął święcenia kapłańskie w Gnieźnie z rąk arcybiskupa Edmunda Dalbora i został skierowany na studia specjalistyczne z historii Kościoła i filozofii klasycznej na uniwersytet w Münster. Po trzech semestrach musiał przerwać naukę z powodów zdrowotnych. Studia podjął ponownie na nowopowstałym Uniwersytecie Poznańskim, gdzie już 30 lipca 1919 roku otrzymał dyplom nauczyciela szkół średnich w zakresie trzech przedmiotów: religii oraz języków łacińskiego i hebrajskiego. Doktorat z teologii obronił 15 maja 1926 roku na Wydziale Teologicznym Uniwersytetu Jana Kazimierza we Lwowie na podstawie rozprawy doktorskiej zatytułowanej: Szpital św. Gotarda pod Włocławkiem (klasztor cystersów w latach 1229-1358). Doktorat umożliwił mu objęcie profesury w Seminarium Duchownych w Poznaniu oraz katedry historii Kościoła i patrologii. Dwa lata później otrzymał tytuł profesora zwyczajnego. W roku 1938 habilitował się, również na Wydziale Teologicznym Uniwersytetu Jana Kazimierza we Lwowie. Ks. Nowacki wykładał w Poznaniu do 1939 roku, a po przerwie okupacyjnej podjął pracę na stanowisku profesora w Seminarium Duchownym w Gnieźnie. Do odbudowanego po zniszczeniach wojennych seminarium w Poznaniu, powrócił w roku 1947. Do 1961 roku był wykładowcą historii Kościoła, natomiast wykłady z patrologii i seminarium naukowe prowadził do końca życia.

## Zasługi dla Archiwum Archidiecezjalnego w Poznaniu
Ważnym elementem działalności ks. Nowackiego była jego praca nad dziedzictwem archiwalnym Kościoła poznańskiego. W dniu 15 sierpnia 1933 roku, został powołany na urząd dyrektora Archidiecezjalnego Archiwum i Muzeum w Poznaniu. Zbiory archiwalne, biblioteczne i muzealne przechowywane były wówczas w jednym gmachu - w siedzibie dawnej Akademii Lubrańskiego, w której ksiądz Nowacki odtąd zamieszkał. Obejmując urząd dyrektora Archiwum, ksiądz Nowacki postawił sobie dwa głównie zadania: uporządkowanie całości oraz stworzenie inwentarza archiwalnego. Prowadził m.in. prace porządkowe nad najstarszymi acta episcopalia i acta consistorialia z XV wieku. Zdołał zinwentaryzować akta kościołów parafialnych i z wielkim znawstwem pracował nad zbiorem dokumentów pergaminowych (od roku 1235). Zaopatrzył w indeksy alfabetyczne poszczególne księgi wizytacyjne z XVII i XVIII stulecia. Większość zasobu archiwalnego otrzymała praktyczny inwentarz kartkowy, który w dużej mierze przyczynił się do usprawnienia obsługi korzystających z Archiwum badaczy, których liczba nieustannie rosła (w roku 1935 przekroczyła 900).  W 1939 roku praca organizacyjna i badawcza księdza Nowackiego w Archiwum Archidiecezjalnym w Poznaniu została przerwana. 4 października 1939 roku cały magazyn został  opieczętowany przez władze niemieckie i rozpoczął się proces likwidacji Archiwum. Jego zbiory przewożono do pomieszczeń Archiwum Państwowego, któremu przydano nazwę Reichsarchiv. W skład personelu tej instytucji, razem z innymi archiwistami z terenu Poznania, wszedł również ks. Nowacki, dzięki czemu mógł śledzić losy archiwaliów, co okazało się bezcenne po zakończeniu II wojny światowej, gdy rozpoczął się żmudny proces rewindykacji.

## Dorobek naukowy
Ks. Nowacki opublikował 84 prace. Z najwcześniejszych jego dzieł, nie licząc kilkudziesięciu przyczynków naukowych opublikowanych przed rokiem 1939, w tym między innymi o biskupie gnieźnieńskim Januszu i nieznanym synodzie prowincjonalnym z roku 1258, na szczególną uwagę zasługują dwie ważne monografie: „Opactwo św. Gotarda w Szpetalu pod Włocławkiem zakonu Cysterskiego (ok. 1228-1285-1358). Przyczynek do misji pruskiej biskupa Chrystiana”  (1934) oraz opracowane w języku łacińskim obszerne studium pt.: „De archiepiscopi Gnesnensis dignitate ac praerogativa primatiali", opublikowane we Lwowie w „Collectanea Theologica" w roku 1937. Ks. Nowacki swoje największe dzieła stworzył jednak w okresie powojennym, gdy uporządkował już większość ksiąg i dokumentów w Archiwum. W 1950 roku wydał „Księgę uposażenia diecezji poznańskiej z roku 1510" - przygotowanie do późniejszego II tomu Dziejów Archidiecezji Poznańskiej, opisującego metodycznie wszystkie parafie archidiecezji. W 1951 roku ukazał się jego źródłowy opis kolegiaty Najświętszej Marii Panny na Ostrowie Tumskim, który był próbą wypracowania metody ujęcia ogromnego opisu katedry poznańskiej z I tomu Dziejów Archidiecezji Poznańskiej. Wieńczące działalność naukową ks. Józefa Nowackiego dwa potężne tomy Dziejów Archidiecezji poznańskiej, wydane w 1959 i 1966 roku, nie mają sobie równych wśród polskiej historiografii kościelnej. Jego ustalenia stały się w wielu wypadkach znakomitym punktem wyjścia do dalszych dociekań. Prace nad III tomem, który miał być poświęcony kapitule poznańskiej, a do którego ks. Nowacki zbierał materiały przez ponad 30 lat, przerwała jego śmierć 28 kwietnia 1964 roku. Został pochowany na cmentarzu parafialnym na poznańskim Górczynie. 

## Wybrane publikacje[22]
- Arcybiskup gnieźnieński Janusz i nieznany synod prowincjonalny roku 1258. Collectanea Theologica 1933, s. 92-172.
- Opactwo Cystersów w Szpetalu a misja pruska biskupa Chrystiana. Annales Missiologicae 1933, t. VI, s. 187-210.
- Opactwo św. Gotarda w Szpetalu pod Włocławkiem zakonu Cysterskiego 1228-1285-1358. Przyczynek do misji pruskiej biskupa Chrystiana. Studia Gnesnensia 1934, t. IX (dysertacja doktorska z 1925 r. w znacznym skróceniu).
- Biskupa Jana Lubrańskiego "Liber beneficiorum" diecezji poznańskiej z r. 1510. Sprawozdanie Poznańskiego Towarzystwa Przyjaciół Nauk, 1932, s. 96-98.
- Losy wojenne Archiwum Archidiecezjalnego w Poznaniu. Sprawozdania Poznańskiego Towarzystwa Przyjaciół Nauk, 1945/46, t. XIII, s. 44-46.
- Katedra poznańska w dawnej przeszłości. Miesięcznik Kościelny Archidiecezji Poznańskiej 1948, s. 425-432.
- Nieznane dokumenty z XIII wieku, Nasza Przeszłość 1948, t. VI, s. 279-294.
- Liber beneficiorum dioecesis Posnaniensis anni 1510, edidit Josephus Nowacki. Poznańskie Towarzystwo Przyjaciół Nauk: Wydawnictwa Źródłowe Komisji Historycznej t. X, Poznań 1950.
- Kolegiata Najświętszej Maryi Panny w Poznaniu. Miesięcznik Kościelny Archidiecezji Poznańskiej 1951, s. 314-341.
- Groby królewskie w katedrze poznańskiej. Miesięcznik Kościelny Archidiecezji Poznańskiej 1952, s. 170-206.
- Zapiski historyczne XVI wieku (z ksiąg Archiwum Archidiecezjalnego w Poznaniu). Roczniki Historyczne 1957, t. XXIII, s. 183-220.
- Zapiski historyczne z lat 1410-1530 (z ksiąg Archiwum Archidiecezjalnego w Poznaniu). Studia Źródłoznawcze. Commentationes 1958, t. III,  s. 153-183.
- Dzieje Archidiecezji poznańskiej. Tom I: Kościół katedralny w Poznaniu. Studium historyczne. Poznań 1959.
- Dzieje Archidiecezji poznańskiej. Tom II: Archidiecezja poznańska w granicach historycznych i jej ustrój. Poznań 1964.